# Miami Open 1989
Il Miami Open 1989, ufficialmente Lipton International Players Championships 1989 per motivi di sponsorizzazione, è stato un torneo di tennis giocato su campi in cemento. È stata la 5ª edizione del Miami Open facente parte della categoria Grand Prix nell'ambito del Nabisco Grand Prix 1989 e della categoria WTA Tier I nell'ambito del WTA Tour 1989. Sia il torneo maschile che quello femminile si sono giocati al Tennis Center at Crandon Park di Key Biscayne in Florida, dal 20 marzo al 3 aprile 1989.

## Campioni

### Singolare maschile
Ivan Lendl ha vinto in finale  Thomas Muster per walkover.

### Singolare femminile
Gabriela Sabatini ha battuto in finale  Chris Evert con il punteggio di 6–1, 4–6, 6–2.

### Doppio maschile
Jakob Hlasek /  Anders Järryd hanno vinto in finale per ritiro della coppia  Jim Grabb /  Patrick McEnroe sul punteggio di 6–3.

### Doppio femminile
Jana Novotná /  Helena Suková hanno battuto in finale  Gigi Fernández /  Lori McNeil con il punteggio di 7–6(5), 6–4.